# ستيفن غريفيثز (سياسي)
ستيفن غريفيثز (بالإنجليزية: Steven Paul Griffiths)‏ هو سياسي أسترالي، ولد في 25 مايو 1962 في أديلايد في أستراليا. حزبياً، نشط في حزب أستراليا الليبرالي (فرع جنوب أستراليا) ‏. في 2006 South Australian state election ‏، انتخب عضو مجلس النواب جنوب أستراليا من الجمعية عن دائرة Electoral district of Goyder ‏ وقد انضم خلال فترته النيابية ‏ (18 مارس 2006 – 16 مارس 2018)  للكتلة البرلمانية حزب أستراليا الليبرالي (فرع جنوب أستراليا) ‏.